# Shapeless Mountain
Shapeless Mountain est le point culminant du chaînon Willett et de l'ensemble des vallées sèches de McMurdo, à 2 739 mètres d'altitude, en terre Victoria, dans la chaîne Transantarctique.
Elle est nommée par l'équipe néo-zélandaise de l'expédition Fuchs-Hillary en 1957 en raison de sa forme quelconque.